# Juppulasaari (ö, lat 63,40, long 30,57)
Juppulasaari är en ö i Finland. Den ligger i sjön Ruunaanjärvi och i kommunen Lieksa i den ekonomiska regionen  Pielinen-Karelen  och landskapet Norra Karelen, i den östra delen av landet, 500 km nordost om huvudstaden Helsingfors. Öns area är 0,4 hektar och dess största längd är 160 meter i sydöst-nordvästlig riktning.